# 下小坂古墳群
下小坂古墳群（しもおさかこふんぐん）は、埼玉県川越市にある古墳群である。

## 概要
小畔川と入間川の合流地点を臨む台地上に造られた。前方後円墳2基、帆立貝形古墳1基、円墳17基以上で構成されるが、墳丘の残っている古墳は大道端の円墳2基と永明寺裏の円墳1基だけである。かつては東洋護膜化学工業株式会社の敷地内とその周辺に多くの古墳が存在していた。
1963年（昭和38年）に國學院高等学校がどうまん塚古墳の調査を行った。1964年（昭和39年）には西原古墳で2度の調査が実施され、帆立貝形古墳であることが確認された。1988年（昭和63年）、下小坂1号〜4号墳の出土遺物が1月29日付で川越市指定有形文化財（考古資料）に指定された。

## 古墳
- どうまん塚古墳 - 円墳
  - 直径24.5メートル、高さ5メートル。木棺直葬。乳文鏡1、滑石製臼玉162、大刀2、鉄鏃2束、挂甲1、辻金具1、剣菱形杏葉3、楕円形鏡板付轡1、十字留金具2、鉸具3、剣状小型利器1、鋳造鉄斧頭1、砥石1が出土。6世紀前半の築造。
- 西原古墳 - 帆立貝形古墳
  - 全長31.8メートル、後円部径22メートル、前方部幅13.8メートル。幅5メートルの周溝をもつ。当初は円墳であると思われていた。墳頂に主軸に沿う形で粘土槨が造られていた。長さ4.5メートル、幅2.9メートル。盗掘を受け副葬品は皆無だった。周溝から円筒埴輪と形象埴輪（人物・馬）が発掘されている。6世紀中頃の築造。
- 小堤山神古墳 - 円墳
  - 直径約60メートル、高さ3.5メートル。弱い胴張をもつ横穴式石室から耳環4、大刀1出土。7世紀の築造。
- 下小坂1号墳 - 円墳
  - 径約30メートル、高さ3.5メートル。長さ3.34メートルの木炭槨。大刀、鉄鏃、ガラス製小玉198、刀子出土。6世紀前半の築造。
- 下小坂2号墳 - 円墳
  - 径約30メートル、高さ3.5メートル。円筒埴輪片が採取されている。
- 下小坂3号墳 - 円墳
  - 径約30メートル、高さ3.5メートル。長さ3.75メートルの粘土槨。珠文鏡、大刀、碧玉製管玉13、鉄製辻金具4、鉄製楕円形鏡板付轡1、鉄製鉸具2出土。6世紀初頭の築造。
- 下小坂4号墳 - 前方後円墳
  - 推定40メートル。くびれ部が道路によって切断されている。石室は破壊され、床面の礫のみが残っている。碧玉製管玉13、瑪瑙製勾玉1、水晶玉11、ガラス製小玉64、青銅製釧片1、大刀片3出土。